# Columbus (Karolina Północna)
Columbus – miasto w Stanach Zjednoczonych, w stanie Karolina Północna, siedziba administracyjna hrabstwa Polk.